# Nose
Nose (能勢町?) è una cittadina giapponese della prefettura di Ōsaka.